# ACS du Ksar
L'Association Culturelle et Sportive du Ksar (àrab: الجمعية الثقافية و الرياضية للكصر, al-Jamaʿiyya aṯ-Ṯaqāfiyya ar-Riyāḍiyya li-l-Kṣar, ‘Associació Cultural i Esportiva del Ksar’), conegut com a ACS Ksar, és un club de futbol maurità de la ciutat de Nouakchott.
Durant els anys noranta fou conegut com a ASC Sonader Ksar (Association Sportive et Culturelle Sonader Ksar), quan pertanyia a la societat SONADER (Sociètè Nationale pour le Développement Rural).

## Palmarès
- Lliga mauritana de futbol:[3]
  - 1983, 1985, 1992, 1993, 2004
- Copa mauritana de futbol:[4]
  - 1979, 1993, 1994, 2014, 2015
- Supercopa mauritana de futbol:
  - 2014